# Božidar Širola
Božidar Širola, hrvaški skladatelj, pedagog, muzikolog, matematik in fizik, * 20. december 1889, Žakanje, † 10. april 1956, Zagreb, Hrvaška.

## Življenje
Božidar Širola je diplomiral v Zagrebu leta 1913 iz matematike in fizike. Obiskoval je privatne ure glasbe pri skladatelju Ivanu Zajcu. Leta 1921 pa je na dunajski univerzi opravil doktorat iz študija muzikologije in s tem postal prvi hrvaški muzikolog. V Zagrebu je nato deloval kot srednješolski profesor, kustos in ravnatelj Etnografskega muzeja ter bil tudi dekan Glasbene akademije. Pisal je tudi glasbene kritike.

## Delo
V svojih delih je pogosto uporabljal elemente folkorne glasbe. Pisal je klavirske skladbe, komorno glasbo, zbore, pesmi, opere in balet.
oratorij:
- Življenje bratov Cirila in Metoda

kantata:
- Krst pri Savici (1911; verzi: Krst pri Savici)

opere:
- Novela od Stanca (uprizorjena tudi na odru ljubljanske Opere leta 1923)
- Kitara in boben
- Grabancijaš
- Mladi gospod

balet:
- Sence